# Фаг лямбда
Фаг λ, фаг лямбда (англ. Escherichia virus Lambda, ранее Enterobacteria phage lambda) — умеренный бактериофаг, который заражает кишечную палочку (Escherichia coli).

## Цикл развития
Как только фаг попадает внутрь клетки хозяина, он может интегрировать себя в его ДНК. В этом состоянии λ называют профагом, он остается в геноме хозяина, внешне не проявляя своё присутствие. Профаг размножается с каждым делением клетки хозяина.
ДНК профага может экспрессироваться в тех случаях, когда наблюдаются признаки стресса в клетке-хозяине. Стресс может быть вызван голоданием, ядами (например антибиотиком), или другим факторами, которые могут повредить или уничтожить хозяина. В этом случае профаг активируется, выделяет себя из ДНК клетки-хозяина и вводит её в литический цикл. Активированный фаг уничтожает ДНК хозяина и производит большое количество собственной мРНК, чтобы произвести множество единиц фага. Когда все ресурсы хозяина исчерпаны от построения новых фагов, клетка-хозяин разрушается, клеточная мембрана разрывается, и новые фаги выходят во внешнюю среду.

### Интеграция в геном

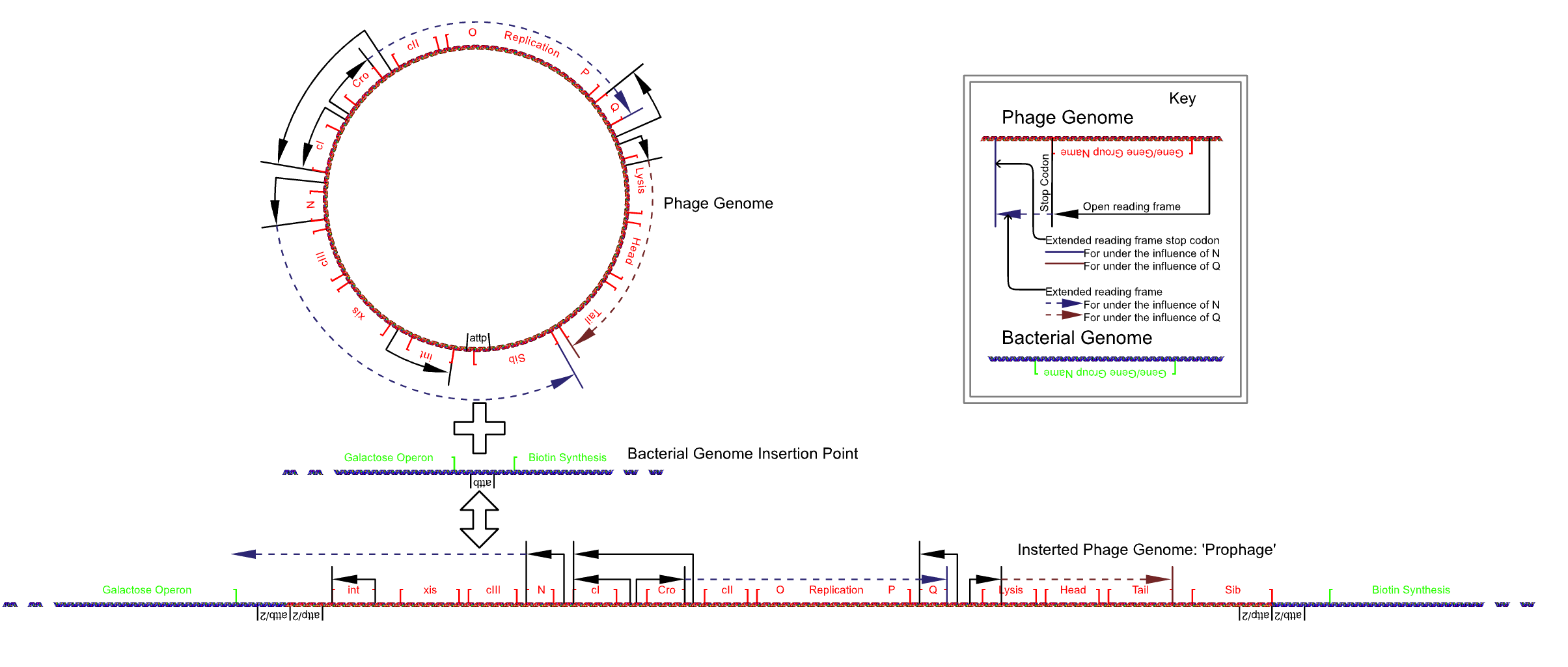

Интеграция фага λ происходит на специальном сайте в бактериальном геноме, названном attλ. Последовательность att сайта называют attB (состоит из компонентов B-O-B'), тогда как комплементарную последовательность в кольцевом геноме фага называют attP (состоит из компонентов P-O-P'). Сама интеграция — последовательный обмен (см. генетическая рекомбинация) происходит через образование структуры Холлидея и требует фагового белка Int и бактериального белка IHF (англ. integration host factor). И Int и IHF связываются с attP и формируют интрасому: ДНК-белковый комплекс, предназначенный для сайт-специфической рекомбинации ДНК фага и хозяина. Оригинальная BOB' последовательность заменяется интеграцией на B-O-P'-фаг ДНК-P-O-B'. ДНК фага теперь — часть генома хозяина.

## История изучения
Фаг лямбда был обнаружен Эстер Ледерберг в 1950 году.
В 2016 году, вместе с другими бактериофагами, был переименован в Escherichia virus Lambda.